# 弘田憲二
弘田憲二（ひろた けんじ、不明 - 平成14年〈2002年〉4月20日）は、日本のヤクザ。
かつて存在した暴力団「弘田組｣の組長。高知市出身。

## 略歴
1970年（昭和45年）、中井組内岡林組組員になり、1978年（昭和53年）に弘田組を結成し中井組の直系になる。その後、同組の若頭となる。
山一抗争後、1992年（平成4年）頃に中野会に加入、その後、中野会の副会長に就任するも沖縄で射殺される（中野会副会長射殺事件）。
| スタブアイコン | サブスタブ | この項目は、まだ閲覧者の調べものの参照としては役立たない、人物に関連した書きかけの項目です。この項目を加筆・訂正などしてくださる協力者を求めています（P:人物伝/PJ:人物伝）。 |